# Hiiumaa (contea)
Hiiumaa (in estone Hiiu maakond) è una delle 15 contee dell'Estonia, situata nella parte nord-occidentale del Paese sul Mar Baltico.
La contea è costituita dall'isola di Hiiumaa e da alcune isole minori, situate nel Golfo di Finlandia.

## Geografia antropica
La contea è costituita da un solo comune rurale che ricopre l'intera isola:
- Hiiumaa.

### Comuni soppressi nel 2017
Nel 2017, in seguito a una riforma amministrativa, sono stati soppressi i seguenti comuni:

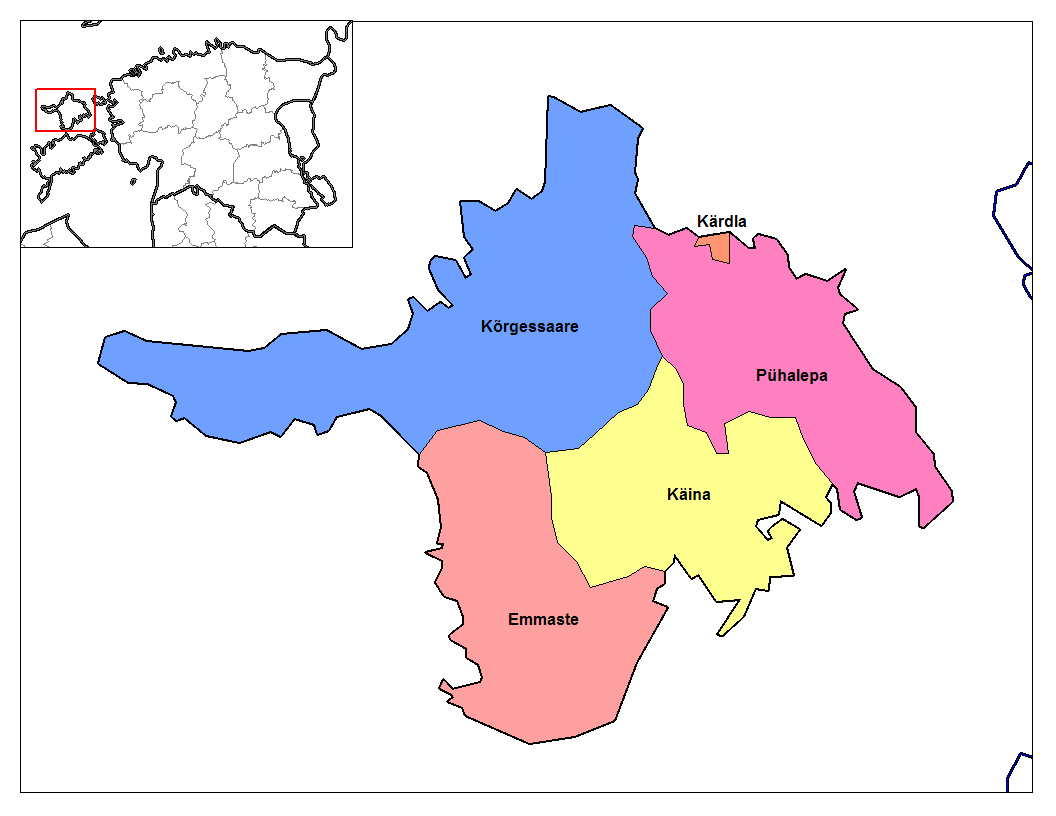
I comuni della contea di Hiiumaa prima del 2017.

- Emmaste
- Hiiu
- Käina
- Pühalepa